# Mehmet Erten
Mehmet Erten (* 1948 in Mumcular, Provinz Mugla) ist ein türkischer 3-Sterne-General. Vom August 2011 bis zum 30. August 2013 war er Kommandeur der Türkischen Luftstreitkräfte, sein Nachfolger war Akın Öztürk.
Erten wurde Nachfolger von Hasan Aksay, der Ende Juli 2011 mit der gesamten Streitkräfteführung zurücktrat.

## Leben
Erten besuchte die Grund- und Mittelschule in Mumcular und in Milas. Im Jahr 1963 besuchte er Berufsfachschule und 1966 die Kadettenanstalt der Luftwaffe. Letztere schloss er 1968 als Offiziersanwärter ab. Erten machte eine Ausbildung zum Flieger und nahm 1974 am Zypernfeldzug teil.
Nach zweijährigem Studium absolvierte Merten 1981 die Kriegsakademie der Luftstreitkräfte. Er war in verschiedenen Verwendungen tätig, absolvierte  Ende der 1980er Jahre weitere Ausbildungsgänge und war von 1991 bis 1994 für die NATO in den Niederlanden tätig. Die Ernennung zum Brigadegeneral erfolgte 1999, zum Generalmajor 2003 und zum Generalleutnant 2007.
Erten ist verheiratet und Vater einer Tochter.